# Benvenut Peter
Benvenut Peter (?-1760), také uváděný jako Petr, zřídka též Petter, latinsky Benvenutus nebo Benevenutus, byl český františkán a teolog.
Narodil se zřejmě někdy před rokem 1700. V letech 1731 až 1732 již působil na klášterních studiích františkánů ve Vratislavi a díky působení na významných řádových školách získal titul „lector theologiae generalis“. Z této vratislavské výuky se zachovaly Peterovy přednášky z morální teologie zaznamenané zřejmě jedním z jeho studentů. Peterovy přednášky z morální teologie používali následně i další františkánští lektoři. Podle jeho „Compendium“ přednášel ještě Roch Winter († 1815) v roce 1770. Pro výuku morální teologie Peter sám sepsal v letech 1731-1732 kompendium NotItIa breViter DeCLarata TotIVs TheoLoglae Moralis sestávající z 10 traktátů o základních křesťanských etických problémech. Vlastní autograf rukopisu není znám, dochovaly se však pozdější, až po Peterově smrti pořízené opisy, které si pro svou vlastní potřebu přepsal v roce 1766 v hájeckém konventu bratr Kleofáš Dollhopf (též Dollhopff, † 1795), v témže roce pozdější františkánský misionář Kristián Schneider a v roce 1770 již zmíněný řádový lektor teologie Roch Winter. Svou pozici františkánského učitele bohosloví obhájil Peter v roce 1740 na františkánské generální kapitule ve španělském Valladolid, přičemž zkoušejícím mu byl český provinciál a bývalý františkánský lektor Gregor Rocken. Z této obhajoby se dochovaly tištěné teze Positiones ex universa theologia.
Po nejméně desetileté praxi učitele pokračoval bratr Benvenut ve vedení české františkánské provincie svatého Václava. Na řádné provinční kapitule v září 1741 byl zvolen provinčním sekretářem. V této funkci setrval tři roky, načež byl jmenován provinčním definitorem. Následující provinční kapitula v srpnu 1747 v Olomouci ustanovila Petera doživotním definitorem (habitualis) a opětovně jej zvolila provinčním sekretářem. Příští kapitula v roce 1750 v Praze jej zase zvolila provinčním kustodem, zároveň působil jako řádový vizitátor rakouské františkánské provincie.
V této době, okolo roku 1751, zřejmě pobýval ve slezské Nise, kde mimo jiné potvrdil dřívější knižní odkaz klášteru od místního kanovníka Jerzygo Krebusa († 1639). Listopadová provinční kapitula v Olomouci roku 1753 zvolila Benvenuta Petera provinčním ministrem (provinciálem) českých františkánů, když v této funkci nahradil Severina Vrbčanského. Jako provinciál musel řešit nemilou situaci vzniklou důsledkem První Slezské války zakončené Berlínským mírem (1742), jímž došlo k připojení větší části Slezska a Kladska k Prusku. Marně usiloval o zachování celistvosti české františkánské provincie sv. Václava v dřívějších hranicích české koruny a na nátlak pruského krále Friedricha II. a doporučení vratislavského biskupa Schaffgotsche byl nucen podepsat v Nise roku 1755 dekret, jímž se vzdal deseti konventů, z nichž následně vznikla slezská františkánská provincie sv. Hedviky.
Kromě zmíněného moralistického kompendia byl Bevneut Peter rovněž autorem dvou polemických biblických traktátů Antilogiae Sacrae scripturae (Protimluvy Písma svatého) a Quaestiones variae ex S. Scriptura utriusque Testamentum z roku 1742. Lhostejná mu nebyla ani spirituální výchova řeholníků. Benvenut Peter byl písařem a velmi pravděpodobně i autorem textu Brevis introductio ad ascesim (Krátký úvod do askeze). Dílo bylo, jistě na jeho popud, schválené pro výchovu noviců a takto doporučené provinčním definitoriem v Olomouci v lednu 1755. Není však známo, že by pro snazší dostupnost bylo vydáno tiskem a šířilo se asi jen v rukopisech.
Františkán a teolog Benvenut Peter zemřel 27. dubna 1760 ve Znojmě.